# Carcelia inflatipalpis
Carcelia inflatipalpis är en tvåvingeart som först beskrevs av Aldrich och Herbert John Webber 1924.  Carcelia inflatipalpis ingår i släktet Carcelia och familjen parasitflugor. Inga underarter finns listade i Catalogue of Life.